# Cathy Berberian
Catherine Anahid Berberian (Attleboro (Massachusetts), 4 juli 1925 - Rome (Italië), 6 maart 1983) was een Amerikaanse componiste en mezzosopraan (vocaliste).

## Biografie
Berberian was de dochter van een Armeens immigrantenechtpaar. Van 1950 tot 1964 was ze gehuwd met de componist Luciano Berio, die haar bijzonder wendbare en expressieve stem gebruikte in Thema (Omaggio a Joyce) (1958) en voor haar stem ook de stukken Circles (1960), Folk Songs (1964), Sequenza III for woman's voice (1965), en Recital I (for Cathy) (1972) schreef. Overigens schreven ook andere componisten speciaal voor haar stem: Sylvano Bussotti, John Cage, Hans Werner Henze en Igor Stravinsky.
Berberian hield zich voornamelijk bezig met de moderne en avant-garde stromingen in de eigentijdse klassieke muziek, maar ook met Armeense volksmuziek, Claudio Monteverdi, The Beatles en haar eigen composities. Haar bekendste werk is Stripsody (1966), waarin ze haar vocale techniek exploreert door middel van stripboekklanken (onomatopee).
Cathy Berberian wordt genoemd in de song "Your Gold Teeth" van Steely Dan uit het 1973 verschenen album Countdown to Ecstasy: "Even Cathy Berberian knows / There's one roulade she can't sing".

## Discografie
- The Fairy Queen Suite (Angelicum, 1957) by Henry Purcell, orchestra conducted by Bruno Maderna.
- Ora Mi Alzo and  Autostrada music by Luciano Berio and words by Italo Calvino from Allez hop (Philips, 1960), orchestra conducted by Bruno Maderna
- Elegy for J.F.K. recorded on December 1964 and included in Recent Stravinsky-Conducted by the Composer (Columbia)
- Rounds with voice by Luciano Berio, included in the Lp Das Moderne Cembalo Der Antoinette Vischer (Wergo, 1965)
- Beatles Arias (Philips, 1967) published in France and the UK (Polydor, 1967) with the same title. Published in the US as Revolution (Fontana Philips, 1967) and in Germany as Beatles arias for special fans (Philips, 1967)
- Roman Haubenstock-Ramati. Credential or think, think lucky (Wergo, 1967)
- Henri Pousseur-Michel Butor. Jeu de Miroirs de Votre Faust (Wergo, 1968)
- Claudio Monteverdi. L'Orfeo, as Messaggera and Speranza. Concertus musicus Wien conducted by Nikolaus Harnoncourt (Telefunken, 1969)
- Chem Grna Khagha and Karoun A, both especially recorded for the double Lp The music of Komitas (KCC, 1970) made to celebrate the centenary of the birth of Komitas Vartabed.
- magnifiCathy: the many voices of Cathy Berberian (Wergo 1971) recorded in Milan, Italy.
- Recital I for Cathy (RCA, 1973)
- Cathy Berberian at the Edinburgh Festival (RCA, 1974) published in USA as There are faires at the bottom of our garden (RCA, 1974)
- Claudio Monteverdi. L'incoronazione di Poppea, as Ottavia. Concertus musicus Wien conducted by Nikolaus Harnoncourt (Telefunken, 1974)
- Claudio Monteverdi. Lettera Amorosa-Lamento d'Arianna-Orfeo-Poppea (Telefunken, 1975)
- Wie einst in schöner'n Tagen-Salonmusik der Gründerzeit (EMI, 1976)
- William Walton. Façade and Façade 2 (OUP, 1980)
- Cathy Berberian's Second Hand Songs (TAT, 1981) recorded live on 17 and 18 October 1980 at the Theater Am Turm in Frankfurt, Germany.

### Re-releases and compilations on CD
- magnifiCathy: the many voices of Cathy Berberian (1988)
- Ella Fitzgerald/Elisabeth Schwarzkopf/Cathy Berberian (Stradivarius, 1988) contains Bruno Maderna Hyperion. Live recording from the Festival di Musica Contemporanea in Venice. Recorded on 6 September 1964.
- Cathy Berberian interpreta Berio, Pousseur, Cage (Stradivarius, 1989). Contains live recordings dated 1966, 1967 and 1969.
- Luciano Berio: Passaggio/Visage (BMG Ricordi, 1991) contains Visage for magnetic tape and voice.
- Claudio Monteverdi. L'Orfeo (Teldec, 1992)
- Claudio Monteverdi. L'incoronazione di Poppea (Teldec, 1993)
- Nel labirinto della voce (Ermitage, 1993 and Aura, 2002)
- The Unforgettable Cathy Berberian (CO, 1993)
- Bruno Maderna. Musica elettronica (Stradivarius, 1994) contains Dimensioni II (Invenzioni su una voce).
- Berio: Recital I for Cathy/Folk Songs (BMG Classic, 1995)
- Cathy Berberian sings Monteverdi (Teldec, 1995)
- Hommage à Cathy Berberian (Accord, 1997)
- Beatles Arias (Telescopic, 2005)
- Berio Sequenza III/Chamber Music (Lilith, 2006). Also available on vinyl.
- Wie einst in schoner'n Tagen (Electrola Collection EMI Classic 2013)